# Koniakary
Koniakary (Koniakari o Kouniakary) és una ciutat i un municipi del Mali, situada a 65 km a l'est de Kayes. Està situada al cercle de Kayes en la primera regió (regió de Kayes). El 2009 el municipi (comuna) tenia 8.135 habitants.
El 1855, al-Hadjdj Umar Tall va construir una tata o fortalesa defensiva d'una altura de 6 metres i llarga de 115 metres per 107 metres d'ample, amb vuit torres i construïda en pedra plana extreta d'una pedrera distant 2,5 km. El 14 de novembre de 2011, el Consell dels ministres ha adoptat un projecte de decret relatiu a la classificació en el patrimoni cultural nacional de la Tata de Koniakari.  
El 1890, després de la conquesta francesa de Ségou, es van produir atacs a posicions franceses o dels seus aliats; Archinard va decidir respondre amb energia, va reprendre l'ofensiva i va marxar contra Koniakary (14 de juny), que fou ocupada el 16 de juny, després que els defensors es van retirar sense combatre; allí va crear una posició militar; els tuculors, desconcertats, es van retirar cap a Kaarta. La tata de Koniakary estava sencera i algunes obres franceses el va posar a cobert de tot atac; fou armat amb dos canons i posat sota el comandament del tinent Valentin amb un sotstinent i un metge militar; la guarnició la formaven un sergent europeu i quaranta tiradors indígenes amb 400 cartutxos cadascun. Yamadou, rei del Khasso, a qui havia pertangut el lloc i al qual se li va retornar, i muntava guàrdia amb 400 guerrers.